# Conselho de Estado (Países Baixos)
O Conselho de Estado (em neerlandês: Raad van Stateⓘ) é um órgão consultivo constitucionalmente estabelecido nos Países Baixos para o governo e os Estados Gerais, que consiste oficialmente de membros da família real e membros nomeados pela Coroa, geralmente com experiência política, comercial, diplomática ou militar. Foi fundado em 1531, tornando-se uma das mais antigas organizações estatais ainda em funcionamento no mundo. 
O Conselho de Estado deve ser consultado pelo gabinete sobre a legislação proposta antes que uma lei seja submetida ao parlamento. A divisão do Conselho de Direito Administrativo do Estado também atua como um dos quatro mais altos tribunais de apelação em questões administrativas. O Monarca é presidente do Conselho de Estado, mas raramente preside reuniões. O Vice-Presidente do Conselho de Estado preside as reuniões na sua ausência e é de facto a principal personalidade da instituição. De acordo com a lei constitucional holandesa, o vice-presidente do Conselho é o chefe de Estado interino quando não há monarca, como se a família real fosse extinta.

## História

### Países Baixos dos Habsburgos
Carlos V, Sacro Imperador Romano, fundou um Conselho de Estado em 1º de outubro de 1531 como um dos três Conselhos Colaterais (os outros dois eram o Conselho Privado ou Conselho Secreto e o Conselho de Finanças) para aconselhar sua irmã Maria da Hungria, sua regente nos Países Baixos dos Habsburgos, e seus sucessores, sobre "les grandz et principaulx affaires et ceux qui concernent l'état conduycte et gouvernement des pais, securite et deffense desdits pays de pardeca",  ou seja, as principais questões de governo, relações exteriores e defesa. Os membros do conselho eram os grandes nobres do reino e alguns dos grandes prelados. 
Após a ascensão de Filipe II da Espanha ao trono e sua partida para a Espanha em 1559, o Conselho se tornou o fórum para o conflito entre os representantes espanhóis no Conselho, liderados por Antoine Perrenot de Granvelle e os grandes neerlandeses, como o Príncipe de Orange e os Condes de Horne e Egmont. Esta última facção sentiu-se afastada e demitiu-se em 1567, deixando o campo a um Conselho dominado pelos espanhóis no início da Revolta Holandesa.  Após a morte de Luis de Requesens y Zúñiga, então governador-geral dos Países Baixos dos Habsburgos, em 1576, o Conselho de Estado assumiu temporariamente sua autoridade como representante do rei Filipe, aguardando a chegada do novo governador-geral, Don Juan. Antes que ele pudesse chegar, os membros do Conselho foram presos em um golpe pela guarnição de Bruxelas. Logo depois, a Pacificação de Ghent foi concluída, colocando os Estados Gerais dos Países Baixos contra a coroa espanhola, representada por Don Juan. Quando este último recuou para Namur no início de 1577, o Conselho de Estado se dividiu em dois grupos, um se unindo a Don Juan (e formando o núcleo do que se tornaria o Conselho de Estado dos Países Baixos Espanhóis e, mais tarde, dos Países Baixos Austríacos), e o outro permanecendo próximo aos Estados Gerais rebeldes. Esses membros foram exonerados pelo rei Filipe em 1578, encerrando formalmente o Conselho como uma instituição dos Habsburgos no que viria a se tornar a República Holandesa. 

### Sob Anjou e Leicester
Quando o Duque de Anjou foi temporariamente reconhecido como o novo soberano das províncias rebeldes em 1581, um novo Conselho de Estado foi nomeado para aconselhá-lo e desempenhar certas funções executivas relativas à defesa e às finanças. Este Conselho logo se dividiu em dois conselhos regionais, um para a área a oeste do rio Meuse e outro para a área a leste do rio. O primeiro, residente em Antuérpia, onde também se reuniam os Estados Gerais, desempenhou o papel principal até à partida do Duque.  Após sua partida, o Conselho (novamente unificado) seguiu os Estados Gerais para Middelburg, Delft e Haia. Após o assassinato do Príncipe de Orange em 1584, o Conselho recebeu novos poderes executivos e assumiu temporariamente a autoridade executiva plena no lugar do Príncipe.  Enquanto isso, os Estados Gerais assumiram a liderança na busca por outro soberano protetor. Isso resultou no Tratado de Nonsuch de 1585 com Isabel I da Inglaterra, que assumiu explicitamente um papel de liderança do Conselho na constituição em evolução das províncias da União de Utrecht. O artigo XIV do tratado autorizava Elizabeth a nomear dois representantes ingleses no Conselho, além do Governador-Geral, que presidiria o conselho. Os artigos seguintes deram autoridade de longo alcance ao Governador-Geral, agindo junto ao conselho, em questões de defesa, finanças e governo. Por exemplo, os Estatuders das províncias seriam doravante nomeados pelo Governador-Geral e pelo Conselho (art. XXIV), embora os Estados da Holanda e da Frísia Ocidental tenham evitado isso ao nomear Maurício, Príncipe de Orange, como Estatuder antes que o Conde de Leicester, que aceitaria o cargo de Governador-Geral, conferido a ele pelos Estados Gerais contra a vontade de Elizabeth, chegasse aos Países Baixos.  Esta foi a primeira vez que a poderosa província da Holanda frustrou as políticas de Leicester. Sua tentativa de fundar um novo Conselho de Finanças (o antigo havia sido dissolvido em 1580), que deveria assumir uma série de poderes financeiros do Conselho de Estado, foi silenciosamente frustrada. Por instigação do Advogado da Holanda, Johan van Oldenbarnevelt, que era membro do Conselho, mais e mais tarefas executivas do Conselho foram assumidas pelos Estados Gerais, para diluir a influência inglesa nos assuntos de estado holandeses. Estas tarefas e esta influência do Conselho não retornaram depois que Leicester deixou os Países Baixos no final de 1587. 

### Sob a República Holandesa
Em 1588, o Conselho havia alcançado a estrutura e as funções que possuiria durante toda a existência da República Holandesa. O Conselho passou a ser composto por membros nomeados pelos Estados Gerais por indicação dos Estados Provinciais (geralmente cerca de 12), com dois membros (entre 1598 e 1625 um  ) nomeados pelo governo inglês.  Os estatutários das províncias eram membros ex officio, pelo menos fora do Primeiro Período Sem Estatuder e do Segundo Período Sem Estatuder. Os poderes executivos do Conselho limitavam-se à política militar (tanto em terra quanto no mar); à administração dos aspectos financeiros do Exército dos Estados Holandeses (os assuntos navais eram administrados pelos cinco Almirantados, fundados por Leicester); e à formulação e execução da política tributária para as Terras da Generalidade.
O Conselho geralmente desempenhava um papel modesto, conforme estabelecido em sua Instrução de 1651, no início do primeiro Período Sem Estatuder. Entretanto, o secretário do Conselho, Simon van Slingelandt, desempenhou um papel de liderança em uma tentativa de reforma constitucional (que teria aumentado muito os poderes executivos do Conselho, como pretendido na época de Leicester) em 1717. Esta tentativa, contudo, não deu em nada. 
Após a queda do regime do estadunidense Guilherme V, Príncipe de Orange, e a fundação da República Batava em 1795, o Conselho foi dissolvido, juntamente com os Estados Gerais.

### Sob o Reino dos Países Baixos
Embora um conselho consultivo com o nome nostálgico de Conselho de Estado tenha sido novamente instituído nos últimos dias da República Batávia em 1805, e também o sucessor Reino da Holanda tivesse uma instituição com esse nome (modelado no contemporâneo Conselho de Estado francês), esses conselhos desapareceram novamente durante os anos da anexação pela França (1810-1813).  Entretanto, após a restauração da independência holandesa em 1813, um novo Conselho de Estado foi fundado, conforme estabelecido nas Constituições de 1814 e 1815. Essas constituições declaravam explicitamente que todos os "Atos de Dignidade Soberana" do Príncipe Soberano e, mais tarde, do Rei, só seriam promulgados após o parecer do Conselho ser ouvido. Isso incluía tanto os Atos dos Estados Gerais quanto os Decretos Reais, importantes porque o primeiro rei, Guilherme I dos Países Baixos, gostava de governar por decreto. O rei presidia o novo Conselho, e o príncipe herdeiro seria um membro ex officio após atingir a maioridade. Na prática, porém, um vice-presidente presidia as deliberações do Conselho, e o Rei só assumia o cargo em ocasiões cerimoniais. Os membros foram nomeados de todas as províncias, tanto "holandesas" quanto "belgas". Após a Revolução Belga de 1830, os membros belgas partiram. O novo Reino da Bélgica só instituiu o seu próprio Conselho de Estado em 1946, como tribunal administrativo. 

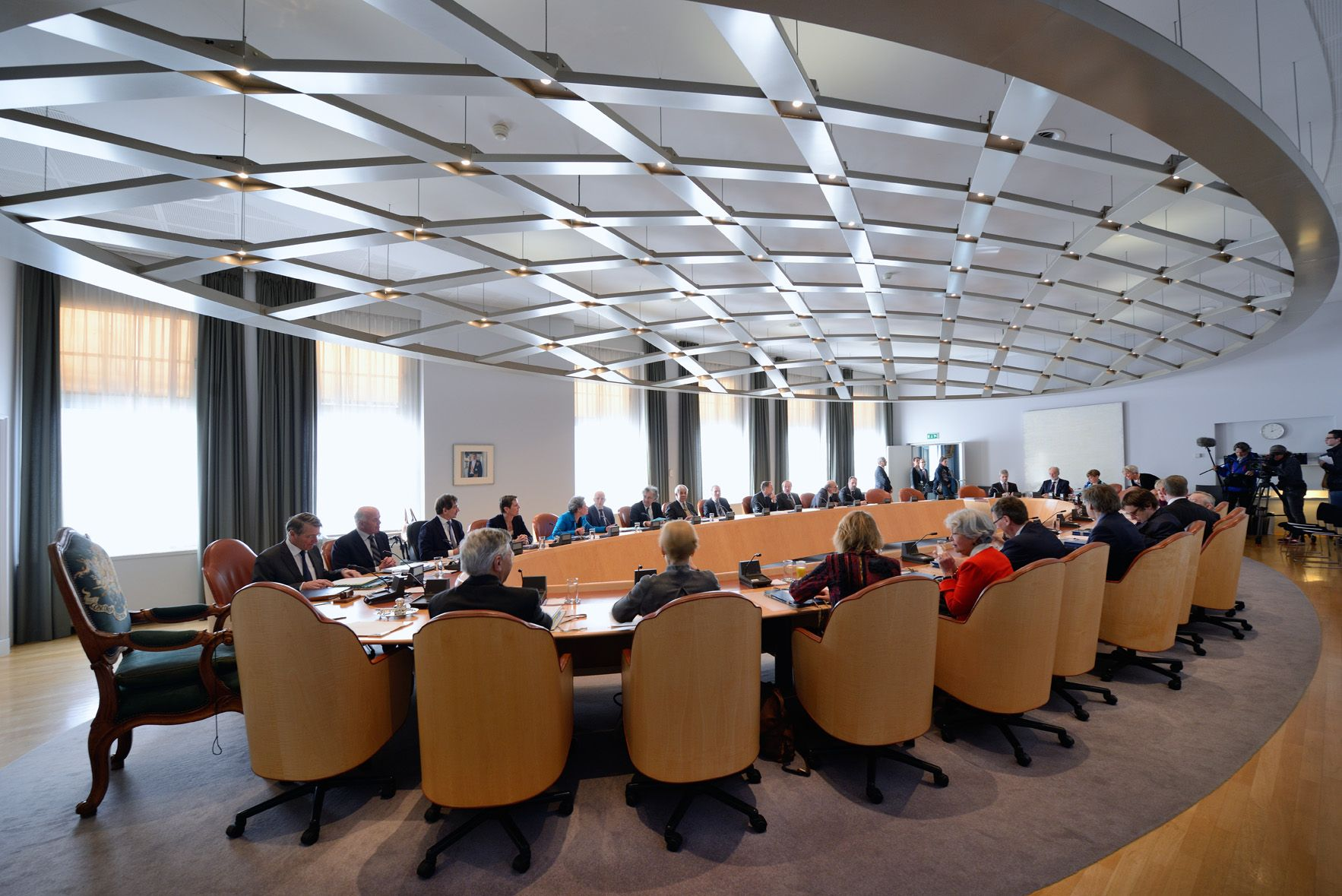
Sala de reuniões do Conselho de Estado no Binnenhof ; a cadeira do Rei (à esquerda) está vazia

Com a nova constituição de 1848, o Conselho de Estado foi reformado no sentido de que sua estrutura e funções foram delegadas a uma Lei Orgânica. A primeira lei desse tipo (a Lei do Conselho de Estado) foi promulgada em 1861. A inovação mais importante dessa lei foi que, além da tarefa consultiva do Conselho em questões de legislação, o Conselho também aconselharia em casos em que conflitos entre órgãos administrativos (como províncias e municípios) fossem apresentados à Coroa (rei e ministros) para resolução. Para esse tipo de aconselhamento, foi formada uma nova subdivisão do Conselho que passou a atuar como um tribunal administrativo (embora a decisão formal coubesse à Coroa). Essa função de alto tribunal administrativo foi ampliada no século seguinte. Finalmente, a lei de 1861 fez do Conselho a instituição que exerceria a autoridade real na ausência do rei ou de um regente.  Este caso aconteceu por curtos períodos em 1889 e 1890, períodos em que o Conselho serviu como regente do Rei Guilherme III sob o vice-presidente Gerlach Cornelis Joannes van Reenen.
Em 1887, a constituição revisada abriu caminho para tornar o Conselho um tribunal administrativo formal. Na verdade, isso não aconteceu antes de 1963, quando a Wet Beroep Administratieve Beschikkingen (BAB, Lei de Revisão de Decisões Administrativas) foi promulgada, substituída em 1976 pela Wet Administratief Beroep Overheidsbeschikkingen (AROB, Lei de Recursos de Decisões Administrativas). Essa configuração foi alterada em 1988, porque o Tribunal Europeu de Direitos Humanos considerou no caso Benthem v Netherlands que o fato de o Conselho de Estado não ser uma instituição independente era contrário às disposições da Convenção Europeia de Direitos Humanos. Para remediar permanentemente esse defeito, a parte "judicial" do Conselho foi formalmente independente, em 1994, da parte que aconselhava sobre questões legislativas. Esta divisão em duas partes distintas foi confirmada na revisão mais recente (2010) da Lei do Conselho de Estado. 

## Membros
| Divisão Consultiva      | Divisão Consultiva        | Divisão Consultiva                          | Divisão Consultiva                                                      | Divisão Consultiva                                                                                      | Divisão Consultiva                                                                                 |
| Membros ex officio      | Membros ex officio        | Membros ex officio                          | Motivo                                                                  | Nomeado                                                                                                 | |
| ----------------------- | ------------------------- | ------------------------------------------- | ----------------------------------------------------------------------- | --- | -------------------------------------------------------------------------------------------------- |
|                         |                           | Rei Guilherme Alexandre (1967–)             | Herdeiro aparente (1985–2013) – Rei (desde 2013)                        | 27 de abril de 1985 (39 anos , 326 dias ) Membro – 30 de abril de 2013 (11 anos , 323 dias ) Presidente | |
|                         | Queen Máxima              | Rainha Máxima (1971–)                       | Cônjuge do Herdeiro aparente (2002–2013) – Rainha Consorte (desde 2013) | 2 de fevereiro de 2002 (23 anos , 45 dias ) Membro                                                      | |
|                         | Princess Catharina-Amalia | Catarina Amália, Princesa de Orange (2003–) | Herdeira aparente (desde 2013)                                          | 8 de dezembro de 2021 (3 anos , 101 dias ) Membro                                                       | |
| Vice-Presidente         | Vice-Presidente           | Vice-Presidente                             | Nomeado                                                                 | Partido                                                                                                 | Notas                                                                                              |
|                         | Thom de Graaf             | Thom de Graaf (1957–)                       | 1 de novembro de 2018 (6 anos , 138 dias )                              | Democratas 66                                                                                           | Político (MP · Ministro · Prefeito) Jurista (Pesquisador · Educador jurídico)                      |
| Membros da Coroa        | Membros da Coroa          | Membros da Coroa                            | Nomeado                                                                 | Partido                                                                                                 | Notas                                                                                              |
|                         |                           | Sylvia Wortmann (1956–)                     | 1 de março de 2004 (21 anos , 18 dias )                                 | Independente                                                                                            | Jurista (Pesquisador · Professor de direito)                                                       |
|                         |                           | Dr. Hanna Sevenster (1963–)                 | 1 de junho de 2007 (17 anos , 291 dias )                                | Independente                                                                                            | Jurista (Advogado · Professor de direito) Funcionário público                                      |
|                         |                           | Ben Vermeulen (1957–)                       | 1 de fevereiro de 2008 (17 anos , 46 dias )                             | Independente                                                                                            | Jurista (Professor de direito)                                                                     |
|                         |                           | Dr. Jaap Polak (1955–)                      | 1 de maio de 2010 (14 anos , 322 dias )                                 | Independente                                                                                            | Jurista (Advogado · Promotor · Professor de direito)                                               |
| Membros Consultivos     | Membros Consultivos       | Membros Consultivos                         | Nomeado                                                                 | Partido                                                                                                 | Notas                                                                                              |
|                         |                           | Dr. Sjaak Jansen (1954–)                    | 1 de setembro de 2010 (14 anos , 199 dias )                             | Independente                                                                                            | Jurista (Professor de direito) Funcionário público                                                 |
|                         |                           | Luc Verhey (1960–)                          | 1 de março de 2011 (14 anos , 18 dias )                                 | Independente                                                                                            | Jurista (Professor de direito) Funcionário público                                                 |
|                         |                           | Dr. Theo van der Nat (1951–)                | 1 de maio de 2011 (13 anos , 322 dias )                                 | Partido Popular para a Liberdade e Democracia                                                           | Político (Vereador) Economista (Pesquisador · Professor de economia) Banqueiro Funcionário público |
|                         |                           | Dr. Guus Heerma van Voss (1957–)            | 1 de abril de 2012 (12 anos , 352 dias )                                | Independente                                                                                            | Jurista (Pesquisador · Professor de direito)                                                       |
|                         |                           | Jan Franssen (1951–)                        | 1 de janeiro de 2014 (11 anos , 77 dias )                               | Partido Popular para a Liberdade e Democracia                                                           | Político (MP · Prefeito · Comissário do Rei)                                                       |
|                         |                           | Ronald van den Tweel (1964v)                | 24 de junho de 2015 (9 anos , 268 dias )                                | Independente                                                                                            | Jurista (Advogado)                                                                                 |
|                         |                           | Peter van den Berg (1952–)                  | 24 de junho de 2015 (9 anos , 268 dias )                                | Independente                                                                                            | Economista Funcionário público                                                                     |
|                         |                           | Dr. Niels Koeman (1949–)                    | 1 de setembro de 2017 (7 anos , 199 dias )                              | Independente                                                                                            | Jurista (Advogado · Professor de direito)                                                          |
|                         |                           | Dr. Nico Schrijver (1954–)                  | 1 de setembro de 2017 (7 anos , 199 dias )                              | Partido do Trabalho                                                                                     | Político (MP) Jurista (Pesquisador · Professor de direito) Funcionário público                     |
|                         |                           | Richard van Zwol (1965–)                    | 1 de setembro de 2017 (7 anos , 199 dias )                              | Apelo Democrata-Cristão                                                                                 | Economista Funcionário público                                                                     |
|                         | Frank de Grave            | Frank de Grave (1955–)                      | 3 de setembro de 2018 (6 anos , 197 dias )                              | Partido Popular para a Liberdade e Democracia                                                           | Político (Ministro · MP) Diretor corporativo Banqueiro                                             |
| Membros Extraordinários | Membros Extraordinários   | Membros Extraordinários                     | Nomeado                                                                 | Partido                                                                                                 | Notas                                                                                              |
|                         |                           | Dick Sluimers (1953–)                       | 20 de janeiro de 2016 (9 anos , 58 dias )                               | Partido Popular para a Liberdade e Democracia                                                           | Economista Diretor corporativo Funcionário público                                                 |
|                         |                           | Gerard Roes (1951–)                         | 20 de janeiro de 2016 (9 anos , 58 dias )                               | Independente                                                                                            | Funcionário público                                                                                |
|                         | Ad Melkert                | Ad Melkert (1956–)                          | 20 de janeiro de 2016 (9 anos , 58 dias )                               | Partido do Trabalho                                                                                     | Político (Ministro · MP) Diplomata Funcionário público                                             |
|                         |                           | Dr. Age Bakker (1950–)                      | 31 de agosto de 2016 (8 anos , 200 dias )                               | Apelo Democrata-Cristão                                                                                 | Economista (Professor de economia) Banqueir Funcionário público                                    |
|                         | Marijke Vos               | Marijke Vos (1957–)                         | 31 de agosto de 2016 (8 anos , 200 dias )                               | Esquerda Verde                                                                                          | Político (MP)                                                                                      |

### Vice-Presidentes
| Nome                                              | Período       |
| ------------------------------------------------- | ------------- |
| Gijsbert Karel van Hogendorp                      | 1814–1816     |
| Johan Hendrik Mollerus                            | 1817–1829     |
| William, Prince of Orange                         | 1829–1840     |
| Hendrik Jacob van Doorn van Westcapelle           | 1841–1848     |
| Willem Gerard van de Poll                         | 1848–1858     |
| Æneas Mackay                                      | 1862–1876     |
| Gerlach Cornelis Joannes van Reenen               | 1876–1893     |
| Johan Æmilius Abraham van Panhuys                 | 1893–1897     |
| Johan Willem Meinard Schorer                      | 1897–1903     |
| Peter Joannes van Swinderen                       | 1903–1912     |
| Joan Röell                                        | 1912–1914     |
| Wilhelmus Frederik van Leeuwen                    | 1914–1928     |
| Fredrik Alexander Carel van Lynden van Sandenburg | 1928–1932     |
| Frans Beelaerts van Blokland                      | 1933–1956     |
| Bram Rutgers                                      | 1956–1959     |
| Louis Beel                                        | 1959–1972     |
| Marinus Ruppert                                   | 1973–1980     |
| Willem Scholten                                   | 1980–1997     |
| Herman Tjeenk Willink                             | 1997–2012     |
| Piet Hein Donner                                  | 2012–2018     |
| Thom de Graaf                                     | 2018–presente |